# Décès en 1124
Décès
- 1120
- 1121
- 1122
- 1123
- 1124
- 1125
- 1126
- 1127
- 1128

Cette page dresse une liste de personnalités mortes au cours de l'année 1124 :
- 2 février : Bořivoj II de Bohême, duc de Bohême.
- 8 février : Étienne de Thiers, religieux français, fondateur de l'Ordre de Grandmont.
- 19 mars : Siegfried II de Weimar-Orlamünde, comte de Weimar-Orlamünde ainsi que titulaire du comté palatin du Rhin.
- avril : Luc de la Barre, chevalier et seigneur de La-Barre-en-Ouche.
- 16 avril : Guillaume de Montfort-sur-Risle, bénédictin, 3e abbé de l’abbaye Notre-Dame du Bec.
- 24 avril : Bruno de Bretten, archevêque de Trèves.
- 27 avril : Alexandre Ier, roi des Écossais.
- 6 mai :  Balak, émir d’Alep.
- 17 juillet : Costabile Gentilcore, 4e abbé de Cava de' Tirreni et saint de l’Église catholique.
- 12 décembre : Calixte II, 162e pape.

- Dedo IV, comte de Landsberg.
- Diego Lopez I de Haro, troisième seigneur de Biscaye.
- Étienne de Joinville, abbé de l'abbaye Saint-Pierre de Bèze.
- Hassan ibn al-Sabbah, fondateur de l’État d’Alamut et l’initiateur d’une nouvelle prédication (al-da`wa al-jadîda), ismaélien qui a fréquenté le Dar al-Hikma.
- Raoul le Vert, archevêque de Reims.
- Roger II de Foix, comte de Foix et comte de Couserans.

date incertaine (vers 1124)
- Artaud II de Pallars Sobirà, comte de Pallars Sobirà.
- Gervais de Rethel, comte de Rethel.
- Teobaldo, cardinal  de l'Église catholique.

## Crédit d'auteurs
- Cet article est partiellement ou en totalité issu de l'article intitulé « 1124 » (voir la liste des auteurs).